# Obligatorische Krankenpflegeversicherung
Obligatorische Krankenpflegeversicherung (ugs.: Grundversicherung) nennt man in der Schweiz ein Paket an Versicherungsleistungen, das gemäss dem Bundesgesetz über die Krankenversicherung (KVG) von jedem Versicherungsanbieter selektionslos jeder Person angeboten werden muss.
Die Leistungen der obligatorischen Krankenpflegeversicherung sind für alle Versicherten landesweit identisch und decken die Bereiche Krankheit, Unfall und Mutterschaft ab. Die Prämien der Versicherung sind für Männer und Frauen gleich. Allerdings können Angestellte, die mindestens 8 Stunden pro Woche arbeiten, das Unfallrisiko ausschliessen, was zu einer niedrigeren Prämie führt.
Der obligatorischen Krankenpflegeversicherung kann in jedem Alter und ohne Vorbehalt beigetreten werden.
Siehe auch: Liste der zugelassenen Krankenversicherer in der Schweiz